# Lymantria cryptocloea
Lymantria cryptocloea este o specie de molii din genul Lymantria, familia Lymantriidae, descrisă de Collenette 1932 Conform Catalogue of Life specia Lymantria cryptocloea nu are subspecii cunoscute.